# Liegi-Bastogne-Liegi 2000
La Liegi-Bastogne-Liegi 2000, ottantaseiesima edizione della corsa, valida come prova della Coppa del mondo di ciclismo su strada 2000, fu disputata il 16 aprile 2000 per un percorso di 264 km. Fu vinta dall'italiano Paolo Bettini, al traguardo in 6h28'32" alla media di 40,769 km/h.
Dei 186 corridori alla partenza furono in 106 a portare a termine la gara.

## Squadre partecipanti
| N.      | Cod. | Squadra                          |
| ------- | ---- | -------------------------------- |
| 1-8     | MAP  | Mapei-Quick Step                 |
| 11-18   | TEL  | Team Deutsche Telekom            |
| 21-28   | ONC  | ONCE-Deutsche Bank               |
| 31-38   | FAS  | Fassa Bortolo                    |
| 41-48   | RAB  | Rabobank                         |
| 51-58   | A2R  | AG2R Prévoyance                  |
| 61-68   | KEL  | Kelme-Costa Blanca               |
| 71-78   | COF  | Cofidis, le Crédit par Téléphone |
| 81-88   | VIT  | Vitalicio Seguros-Grupo Generali |
| 91-98   | FAR  | Farm Frites                      |
| 101-108 | BAN  | Banesto                          |
| 111-118 | LAM  | Lampre-Daikin                    |
| 121-128 | VIN  | Vini Caldirola-Sidermec          |

| N.      | Cod. | Squadra                        |
| ------- | ---- | ------------------------------ |
| 131-138 | MCJ  | Memory Card-Jack & Jones       |
| 141-148 | FDJ  | La Française des Jeux          |
| 151-158 | LOT  | Lotto-Adecco                   |
| 161-168 | LIQ  | Liquigas-Pata                  |
| 171-178 | FES  | Festina                        |
| 181-188 | USP  | US Postal Service              |
| 191-198 | SAE  | Saeco-Valli & Valli            |
| 201-208 | MER  | Mercatone Uno-Albacom          |
| 211-218 | PLT  | Team Polti                     |
| 221-228 | C.A  | Crédit Agricole                |
| 231-238 | TON  | Tönissteiner-Colnago           |
| 241-248 | VDC  | Ville de Charleroi-New Systems |

## Ordine d'arrivo (Top 10)
| Pos. | Corridore            | Squadra        | Tempo    |
| ---- | -------------------- | -------------- | -------- |
| 1    | Paolo Bettini        | Mapei          | 6h28'32" |
| 2    | David Etxebarria     | ONCE           | s.t.     |
| 3    | Davide Rebellin      | Liquigas       | s.t.     |
| 4    | Wladimir Belli       | Fassa Bortolo  | a 10"    |
| 5    | Axel Merckx          | Mapei          | a 12"    |
| 6    | Mauro Gianetti       | Vini Caldirola | a 30"    |
| 7    | Aleksandr Vinokurov  | Deutsche Tel.  | a 33"    |
| 8    | Maarten den Bakker   | Rabobank       | a 40"    |
| 9    | Francesco Casagrande | Vini Caldirola | a 44"    |
| 10   | Laurent Jalabert     | ONCE           | a 48"    |